# FairTV
fairTV e.V. – Interessenverband für faire TV-Produktionen in Deutschland ist eine Interessenvertretung selbstständiger und freier Film- und Fernsehschaffender in Deutschland.
Der eingetragene Verein engagiert sich seit 2012 für bessere Arbeits- und Vergütungsbedingungen bei Film und Fernsehen in Deutschland, insbesondere für Soloselbstständige. Dabei sieht sich der Verein vor allem als Vordenker für die Zukunft der Film- und TV-Branche mit Fokus auf Fachkräfte und kleine Medien-Start-Ups. Zugleich findet eine differenzierte Auseinandersetzung mit Vergütungs- und Arbeitsbedingung für Selbstständige statt, die im Auftrag des öffentlich-rechtlichen Rundfunks tätig sind.
Vorsitzender und Geschäftsführer des Vereins ist seit seiner Gründung Guntram Schuschke.

## Geschichte
fairTV e.V. wurde am 3. Oktober 2012 in Leipzig gegründet.
Zuerst trat der Verein nur in Mitteldeutschland mit den jährlich erscheinenden „Musterbriefen“, intensiver Organisation der Mitglieder und anderer Medienschaffender sowie Schreiben an örtliche TV-Produzenten in Erscheinung.
Seit 2014 weitete der Verein sein Wirken auf Bundesebene aus, wozu die Kontaktaufnahme und das Netzwerken mit Berufs- und Branchenverbänden ebenso gehörten wie die Interessenvertretung gegenüber Landes- und Bundespolitik.
Nach der Coronapandemie und mit Blick auf die Unsicherheiten im Zusammenhang mit der starken Inflation wurden einige der regelmäßigen Engagements von fairTV vorübergehend ausgesetzt, so auch der vorher jährlich erscheinende „Musterbrief“.

## Aufgaben
fairTV e.V. hat gemäß seiner Satzung folgende Aufgaben:
- Förderung von Kunst und Kultur sowie der Volksbildung
- Förderung des beruflichen Nachwuchses in TV-, Film- und sonstigen Medienberufen
- Förderung gesellschaftlicher Akzeptanz für eine angemessene, mindestens existenzsichernde Vergütung in TV-, Film- und Medienberufen
- Wahrung und Förderung der beruflichen und wirtschaftlichen Interessen der in TV-, Film- und Medienberufen innerhalb der Bundesrepublik Deutschland tätigen Mitglieder gegenüber Rundfunk- und Fernsehanstalten, Produktionsfirmen, der Fernsehwirtschaft sowie sonstigen Anbietern, audiovisueller Inhalte, den Gewerkschaften, den Behörden, der Politik und gesetzgebenden Körperschaften
- allgemeine Verbesserung von Arbeits- und Vergütungsbedingungen für selbstständige TV-, Film- und Medienschaffende
- unabhängige Bewertung von Produkten der TV-, Film- und Medienindustrie nach handwerklichen und künstlerischen Kriterien
- unabhängige Bewertung von Produktionsstandorten und Produktionsstätten in der TV-, Film- und Medienindustrie nach Anspruch, Kompetenz, Arbeitsschutz und tariflicher Fairness

## Ergebnisse
Nach eigenen Angaben hat die Arbeit des Vereins nachhaltigen Einfluss auf die Situation von Medienschaffenden in Deutschland.
So gelang es mithilfe vom Verein bereitgestellter Musterbriefe bereits kurz nach Gründung 2012, die übliche Arbeitszeit bei vielen Film- und TV-Editoren und einigen Kameraleuten in Mitteldeutschland wieder auf für Arbeitnehmer geltende 8h/Tag bei gleichbleibendem Honorarsatz je Tag zu begrenzen, nachdem auf Drängen von Produzenten und Sendern in den Jahren vor Gründung des Vereins 10 Stunden (ohne finanziellen Ausgleich für die Mehrarbeit) zur Normalität geworden waren. Dabei war neben dieser Strategie vor allem die Solidarität unter den Film- und Fernsehschaffenden ausschlaggebend, die der Verein gezielt durch regelmäßige Treffen und Gespräche über Honorare und Arbeitsbedingungen förderte.
Ebenfalls durch die Musterbriefe wurde außerdem ein jährlicher Inflationsausgleich auch bei selbstständigen Film- und Fernsehschaffenden üblich, wobei auch reale Einkommensverluste durch Teuerung vor Gründung des Vereins teilweise ausgeglichen wurden. So konnte das pro-Stunde-Einkommen vieler mitteldeutscher Editoren und mancher Kameraleute seit der Gründung von fairTV nominal um mehr als 100 % steigen.
Im Projekt „EqualPay“ wies fairTV auf das Umgehen von Tarifverträgen durch Soloselbstständigkeit im öffentlich-rechtlichen Rundfunk hin. Mit dem Entwurf eines Tools, das mittels Umrechnungsalgorithmen die Einkommen von Festangestellten und Soloselbstständigen vergleichbar machen sollte, wurde 2017 beispielhaft festgestellt, dass 2015 die Entlohnung von soloselbstständigen Kreativen weniger als die Hälfte derer von tariflich Festangestellten im Mitteldeutschen Rundfunk betrug.
fairTV wirkte durch Fachvorträge, gemeinsame Strategien und das Teilen statistischer Daten auch in Berufsverbände hinein. So übernahm der Bundesverbands der Kameraleute BVFK e.V. die „equal-pay“-Berechnungen in seine „Honorar- und Gagenstandards für Fernsehkameraleute“, während die Veröffentlichung von Gagenempfehlungen im Videoblog beim Bundesverband der Editoren BFS e.V. für kontroverse Reaktionen sorgte und so dem Thema mehr Aufmerksamkeit bescherte.
Keinen Erfolg hatte der Verein bei seinem Engagement für die Mitarbeiter von Beteiligungsunternehmen von öffentlich-rechtlichen Rundfunkanstalten (sog. „Tochterfirmen“). So blieben Verhandlungen mit der MCS Sachsen (inzwischen Teil der MCS Team GmbH), im Jahr 2019 beinahe folgenlos. Allerdings wurde durch die Organisation von Mitarbeitern der Weg für die Gewerkschaft ver.di geöffnet, die auf diese Weise 2022 die „Tarifpremiere bei MCS Sachsen“ ankündigen konnte.

## Partnerschaften / Engagement
fairTV e.V. ist Partner des Bundesverbands der Kameraleute BVFK e.V., der Arbeitsgemeinschaft Dokumentarfilm sowie des Filmverbands Sachsen, während auch zu anderen Berufsverbänden, Interessenvertretungen, privatwirtschaftlichen Unternehmen sowie der Landes- und Bundespolitik Kontakte bestehen. Darüber hinaus engagierte sich der Verein bei der bundesweiten Vereinigung „Die Filmschaffenden“ (bis zu deren Auflösung) und ist Mitglied in der „Initiative Fair Film“, wo er zu strategischen Fragen und bei der Kommunikation mit Politik und Gesellschaft berät sowie Briefe mitzeichnet. Der Verein unterstützt das Projekt „Docs for Democracy“.
fairTV wendet sich in regelmäßigen Abständen direkt oder als Teil von Initiativen an die Politik. So wies der Verein 2016 anlässlich einer Ministerpräsidentenkonferenz die Politiker darauf hin, dass der öffentlich-rechtliche Rundfunk wegen der niedrigen Honorare durch die Altersgrundsicherung querfinanziert werde. 2017 lieferte der Verein bei einer Veranstaltung von „Die Linke“ im Bundestag wichtige Impulse zur Verbesserung der Situation von Soloselbstständigen aller Branchen. Nach den für selbstständige Kreative wenig passgenauen Corona-Soforthilfen während der Pandemie wandte sich der Verein mit einem Konzept zur Verbesserung der Hilfen an die Politikerin Monika Grütters. Teile dieses Konzepts fanden später in den Regularien der „Neustarthilfe“ Berücksichtigung.
Für die ARD arbeitete der Verein aktiv bei der Evaluierung des „Eckpunktepapier 2.0“ mit, das zwischen ARD und Produktionsallianz vereinbart wurde. In Zusammenarbeit mit dem MDR öffnete fairTV für einige seiner Mitglieder den Weg zu einem eigenen Rahmenvertrag mit dem Sender.
In der Fachöffentlichkeit ist fairTV durch Interviews und Podiumsdiskussionen präsent, z. B. während der Messe Prolight+Sound 2024 oder in der Zeitschrift „Film & TV Kamera“. Außerdem nimmt der Verein an Branchentreffen wie dem „Mitteldeutschen Mediengipfel“ teil.
In unregelmäßigen Abständen werden teils öffentliche Briefe an Film- und TV-Produzenten verfasst, um auf die nach Angaben des Vereins über Jahre gesunkenen Einkommen der selbstständigen Kreativen hinzuweisen und für Honorarerhöhungen um Verständnis zu werben.

## Videoblog
Seit 2018 veröffentlicht der Verein in seinem Videoblog unregelmäßig Informationen und Kommentare zum Geschehen in der Film- und TV-Branche.
Dabei wird insbesondere auf strukturelle Probleme im öffentlich-rechtlichen Rundfunk hingewiesen, Ursachen von Fachkräftemangel und Qualitätsverlust nachgegangen, werden rechtliche Aspekte erörtert und Partnerverbände vorgestellt. Dabei wurden die Filme teilweise von Sponsoren und durch die Stiftung Kulturwerk der VG Bild Kunst unterstützt.

## Organisation und Struktur
fairTV ist ein eingetragener Verein. Gemäß Satzung strebt er die Gemeinnützigkeit an. Mitglied werden kann jede natürliche Person, sofern „ihre Tätigkeiten, Absichten oder Verpflichtungen sie nicht in Interessenkonflikt zu den satzungsmäßigen Zielen des Vereins bringen. Dies meint insbesondere Gewinnerzielung durch Qualitätsabbau, öffentliche Trivialisierung von TV-, Film- und Medienberufen sowie unfaire Preisgestaltung in TV-, Film- und Medienproduktionen“. Neben der „Vollmitgliedschaft“ gibt es noch die Nachwuchs- und die Fördermitgliedschaft, letztere ohne Stimmrechte.
Der Vorstand des Vereins wird alle zwei Jahre von der Mitgliederversammlung gewählt. Im aktuellen Vorstand vertreten den Verein Guntram Schuschke (Vorsitzender), Ilko Eichelmann (Stellvertretender Vorsitzender), Arnulf Dietzmann (Schatzmeister), Tom Chapman (Öffentlichkeitsarbeit), Annina Wolf (Schriftführerin), Sebastian Scholz (Beisitzer) und Eva Arndt (Beisitzer).